# Distrikt Bellavista (Callao)
Der Distrikt Bellavista liegt in der konstitutionellen Provinz Callao im zentralen Westen von Peru. Der Distrikt wurde am 6. Oktober 1915 gegründet. Er hat eine Fläche von 4,56 km². Beim Zensus 2017 lebten 74.851 Einwohner im Distrikt. Im Jahr 1993 lag die Einwohnerzahl bei 71.665, im Jahr 2007 bei 75.163. Der Distrikt ist identisch mit der 34 m hoch gelegenen Stadt Bellavista.

## Geographische Lage
Der Distrikt Bellavista liegt im Süden der Provinz Callao wenige Meter von der Pazifikküste entfernt. Er hat eine rechteckförmige Gestalt mit einer Längsausdehnung in Ost-West-Richtung von knapp 5 km sowie einer Breite von etwa 780 m. Der Distrikt Bellavista gehört zum Ballungsraum Lima und ist vollständig urban.
Der Distrikt Bellavista grenzt im Süden an den Distrikt La Perla, im Westen und Norden an den Distrikt Callao, im Osten an den Distrikt Lima sowie im Südosten an den Distrikt San Miguel (die letzten beiden in der Provinz Lima).